# Черемхіт
Черемхіт (рос. черемхит, англ. cheremhite, нім. Cheremhit m) — вугілля класу гуміто-сапропелітів, що складається з безструктурної сапропелевої основної маси (колоальгініт) (25-50 %) і геліфікованої гумусової основної маси (колініт), представленої окремими «грудочками» (45-75 %).
Зустрічається в Іркутському вугільному басейні.
Синонім: геліт-колоальголіт.